# Clay Walker

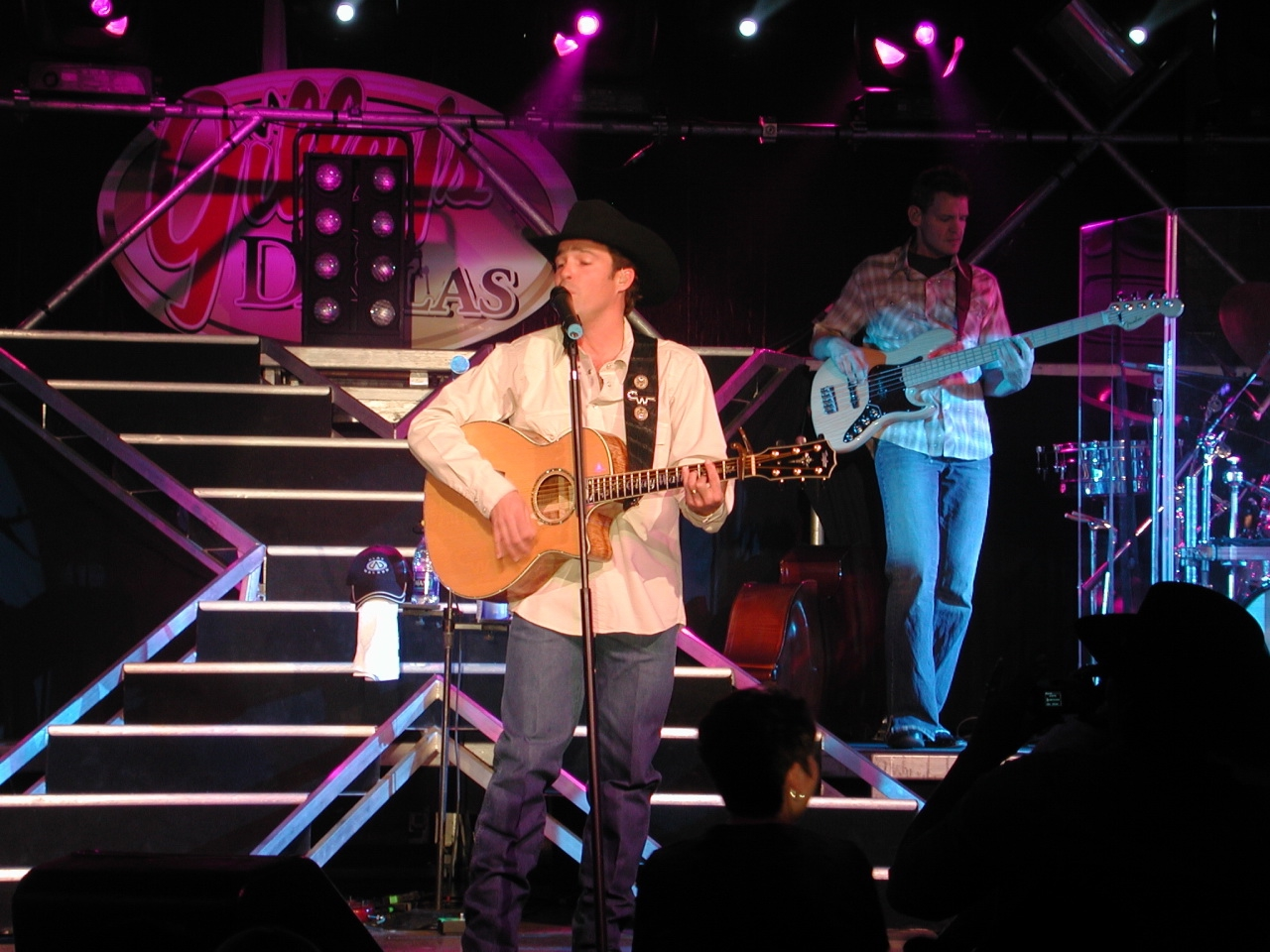
Clay Walker (2008)

Ernest Clayton „Clay“ Walker, Jr. (* 19. August 1969 in Beaumont, Texas) ist ein US-amerikanischer Country-Sänger, der seine größten Erfolge in den 1990er und 2000er Jahren feierte. Laut den Auszeichnungen hat er alleine in den USA über fünf Millionen Alben verkauft. Er hatte sechs Nummer-eins-Hits in den Country-Charts, darunter seine ersten beiden Single-Veröffentlichungen What’s It to You und Live Until I Die (beide 1993) sowie Dreaming with My Eyes Open (1994), If I Could Make A Living (1994), This Woman and This Man (1995) und Rumor Has It (1997).

## Leben
Walker wurde vom Musikproduzenten James Stroud entdeckt und gefördert, der ihn auch für sein Label Giant unter Vertrag nahm. Walkers Debüt-Single What’s It to You erreichte 1993 den ersten Platz der Country-Charts, ebenso wie die nachfolgende Live Until I Die. Beide Singles und noch ein weiterer Nummer-eins-Hit waren Auskopplungen des Albums Clay Walker, das mit Platin ausgezeichnet wurde. Walker wurde als bester neuer Sänger bei den ACM Awards nominiert.
Ein Jahr später kam sein zweites Album heraus: If I Could Make A Living, das fast genauso erfolgreich wurde wie das erste. Eine Single-Auskopplung wurde zum Nummer-eins-Hit, eine weitere schaffte es bis auf den fünften Platz. Auch das dritte Album Hypnotize The Moon erreichte Platin-Status. Der Titelsong wurde zu Walkers siebten Nummer-eins-Hit. Der Erfolg blieb 1997 auch mit dem nächsten Album Rumor Has It auf höchstem Level konstant. Wieder gab es Platin und erneut wurden zwei Nummer-zwei-Singles ausgekoppelt.
Neben der lStudio-Arbeit trat Clay Walker häufig auf Konzerten auf. 1995 einmal vor über 50.000 Zuschauern in Houston. 2003 trennte sich der Texaner von Giant und unterzeichnete einen Vertrag bei RCA. Die erste CD, die unter dem neuen Label erschien, war A Few Questions. Der Titelsong konnte sich ebenso wie I Can't Sleep in den Top Ten platzieren.
Seine Alben Fall (2007) und She Won't Be Lonely Long (2010) waren zwar noch erfolgreich, erhielten jedoch keine Edelmetall-Auszeichnungen mehr. 2012 platzierte er sich mit Jesse James letztmals in den Country-Single-Charts. Sein Plattenvertrag wurde nicht verlängert und sein Ruhm verblasste. 2014 versuchte er ein Comeback mit der Single Right Now. In nachfolgenden Interviews gab er an, dass die Auswirkungen seiner bereits 1996 diagnostizierten Multiple-Sklerose-Erkrankung ihn zu längeren Pausen zwangen.
Erst 2019 erschien mit Long Live the Cowboy ein neues Album bei einem kleinen Indie-Label; das erste seiner Karriere, das sich nicht in den Charts platzieren konnte.

## Diskografie

### Alben
| Jahr | Titel                    | Höchstplatzierung, Gesamtwochen, AuszeichnungChartplatzierungen (Jahr, Titel, Platzierungen, Wochen, Auszeichnungen, Anmerkungen) | Höchstplatzierung, Gesamtwochen, AuszeichnungChartplatzierungen (Jahr, Titel, Platzierungen, Wochen, Auszeichnungen, Anmerkungen) | Anmerkungen                                              |
| Jahr | Titel                    | US | Country | Anmerkungen                                              |
| ---- | ------------------------ | --- | --- | -------------------------------------------------------- |
| 1993 | Clay Walker              | US52 Platin · (57 Wo.)US | Country8 (86 Wo.)Country | Erstveröffentlichung: 3. August 1993                     |
| 1994 | If I Could Make a Living | US42 Platin · (43 Wo.)US | Country4 (52 Wo.)Country | Erstveröffentlichung: 27. September 1994                 |
| 1995 | Hypnotize the Moon       | US57 Platin · (34 Wo.)US | Country10 (69 Wo.)Country | Erstveröffentlichung: 17. Oktober 1995                   |
| 1997 | Rumor Has It             | US32 Platin · (46 Wo.)US | Country4 (69 Wo.)Country | Erstveröffentlichung: 8. April 1997                      |
| 1999 | Live, Laugh, Love        | US55 Gold · (21 Wo.)US | Country5 (67 Wo.)Country | Erstveröffentlichung: 24. August 1999                    |
| 2001 | Say No More              | US129 (3 Wo.)US | Country14 (24 Wo.)Country | Erstveröffentlichung: 27. März 2001                      |
| 2002 | Christmas                | — | Country54 (4 Wo.)Country | Erstveröffentlichung: 10. September 2002 Weihnachtsalbum |
| 2003 | A Few Questions          | US23 (13 Wo.)US | Country3 (52 Wo.)Country | Erstveröffentlichung: 9. September 2003                  |
| 2007 | Fall                     | US15 (22 Wo.)US | Country5 (63 Wo.)Country | Erstveröffentlichung: 17. April 2007                     |
| 2010 | She Won’t Be Lonely Long | US16 (7 Wo.)US | Country5 (22 Wo.)Country | Erstveröffentlichung: 8. Juni 2010                       |

Weitere Studioalben
- 2019: Long Live the Cowboy

### Kompilationen
| Jahr | Titel         | Höchstplatzierung, Gesamtwochen, AuszeichnungChartplatzierungen (Jahr, Titel, Platzierungen, Wochen, Auszeichnungen, Anmerkungen) | Höchstplatzierung, Gesamtwochen, AuszeichnungChartplatzierungen (Jahr, Titel, Platzierungen, Wochen, Auszeichnungen, Anmerkungen) | Anmerkungen                        |
| Jahr | Titel         | US | Country | Anmerkungen                        |
| ---- | ------------- | --- | --- | ---------------------------------- |
| 1998 | Greatest Hits | US41 Gold · (19 Wo.)US | Country9 (92 Wo.)Country | Erstveröffentlichung: 9. Juni 1998 |

Weitere Kompilationen
- 1996: Self Portrait
- 2007: Platinum Collection
- 2010: Top 10
- 2014: Best of Clay Walker

### EPs
- 2010: She Won’t Be Lonely Long

### Singles
| Jahr | Titel Album                                         | Höchstplatzierung, Gesamtwochen, AuszeichnungChartplatzierungen (Jahr, Titel, Album, Platzierungen, Wochen, Auszeichnungen, Anmerkungen) | Höchstplatzierung, Gesamtwochen, AuszeichnungChartplatzierungen (Jahr, Titel, Album, Platzierungen, Wochen, Auszeichnungen, Anmerkungen) | Anmerkungen                              |
| Jahr | Titel Album                                         | US | Country | Anmerkungen                              |
| --- | --------------------------------------------------- | --- | --- | ---------------------------------------- |
| 1993 | What’s It to You Clay Walker                        | US73 (15 Wo.)US | Country1 (20 Wo.)Country | Erstveröffentlichung: 15. Juli 1993      |
| 1993 | Live Until I Die Clay Walker                        | — | Country1 (20 Wo.)Country | Erstveröffentlichung: 21. Oktober 1993   |
| 1994 | Where Do I Fit in the Picture Clay Walker           | — | Country11 (20 Wo.)Country | Erstveröffentlichung: Februar 1994       |
| 1994 | Dreaming with My Eyes Open Clay Walker              | — | Country1 (20 Wo.)Country | Erstveröffentlichung: 27. Mai 1994       |
| 1994 | If I Could Make a Living                            | — | Country1 (20 Wo.)Country | Erstveröffentlichung: 13. September 1994 |
| 1994 | This Woman and This Man If I Could Make a Living    | — | Country1 (20 Wo.)Country | Erstveröffentlichung: 13. Dezember 1994  |
| 1995 | My Heart Will Never Know If I Could Make a Living   | — | Country16 (20 Wo.)Country | Erstveröffentlichung: 25. April 1995     |
| 1995 | Who Needs You Baby Hypnotize the Moon               | — | Country2 (20 Wo.)Country | Erstveröffentlichung: 12. September 1995 |
| 1995 | Hypnotize the Moon                                  | — | Country2 (20 Wo.)Country | Erstveröffentlichung: 8. Januar 1996     |
| 1995 | Only on Days That End in "Y" Hypnotize the Moon     | — | Country5 (20 Wo.)Country | Erstveröffentlichung: 27. Mai 1996       |
| 1995 | Bury the Shovel Hypnotize the Moon                  | — | Country18 (19 Wo.)Country | Erstveröffentlichung: 16. September 1996 |
| 1997 | Rumor Has It                                        | — | Country1 (20 Wo.)Country | Erstveröffentlichung: 3. Februar 1997    |
| 1997 | One, Two, I Love You Rumor Has It                   | — | Country18 (20 Wo.)Country | Erstveröffentlichung: April 1997         |
| 1997 | Watch This Rumor Has It                             | — | Country4 (20 Wo.)Country | Erstveröffentlichung: 11. August 1997    |
| 1998 | Then What? Rumor Has It                             | US65 (18 Wo.)US | Country2 (27 Wo.)Country | Erstveröffentlichung: 13. Januar 1998    |
| 1998 | Ordinary People Greatest Hits                       | — | Country35 (20 Wo.)Country | Erstveröffentlichung: 5. Mai 1998        |
| 1998 | You’re Beginning to Get to Me Greatest Hits         | US39 (13 Wo.)US | Country2 (27 Wo.)Country | Erstveröffentlichung: 25. August 1998    |
| 1999 | She’s Always Right Live, Laugh, Love                | US74 (6 Wo.)US | Country16 (22 Wo.)Country | Erstveröffentlichung: 12. Januar 1999    |
| 1999 | Live, Laugh, Love                                   | US74 (11 Wo.)US | Country11 (27 Wo.)Country | Erstveröffentlichung: 9. August 1999     |
| 2000 | The Chain of Love Live, Laugh, Love                 | US40 (20 Wo.)US | Country3 (34 Wo.)Country | Erstveröffentlichung: 10. Januar 2000    |
| 2000 | Once in a Lifetime Love Live, Laugh, Love           | — | Country50 (18 Wo.)Country | Erstveröffentlichung: Juli 2000          |
| 2001 | Say No More                                         | — | Country33 (13 Wo.)Country | Erstveröffentlichung: 12. Februar 2001   |
| 2001 | If You Ever Feel Like Lovin’ Me Again Say No More   | — | Country27 (20 Wo.)Country | Erstveröffentlichung: 25. Juni 2001      |
| 2003 | A Few Questions                                     | US55 (13 Wo.)US | Country9 (27 Wo.)Country | Erstveröffentlichung: 28. April 2003     |
| 2004 | I Can’t Sleep A Few Questions                       | US61 (7 Wo.)US | Country9 (29 Wo.)Country | Erstveröffentlichung: 5. Januar 2004     |
| 2004 | Jesus Was a Country Boy A Few Questions             | — | Country31 (15 Wo.)Country | Erstveröffentlichung: 5. Juli 2004       |
| 2006 | Fore She Was Mama Fall                              | — | Country21 (26 Wo.)Country | Erstveröffentlichung: 16. Oktober 2006   |
| 2007 | Fall                                                | US55 Gold · (18 Wo.)US | Country5 (37 Wo.)Country | Erstveröffentlichung: 9. April 2007      |
| 2008 | She Likes It in the Morning Fall                    | — | Country43 (16 Wo.)Country | Erstveröffentlichung: 29. Januar 2008    |
| 2009 | She Won’t Be Lonely Long                            | US53 ×2Doppelplatin · (18 Wo.)US | Country4 (36 Wo.)Country | Erstveröffentlichung: 7. Dezember 2009   |
| 2010 | Where Do I Go from You She Won’t Be Lonely Long     | — | Country26 (31 Wo.)Country | Erstveröffentlichung: 2. August 2010     |
| 2012 | Like We Never Said Goodbye She Won’t Be Lonely Long | — | Country46 (14 Wo.)Country | Erstveröffentlichung: 16. Januar 2012    |
| 2012 | Jesse James She Won’t Be Lonely Long                | — | Country57 (1 Wo.)Country | Erstveröffentlichung: 17. September 2012 |
| Folgende Lieder erschienen nicht als Single, wurden aber durch das Album zum Download und Streaming bereitgestellt und konnten somit eine Platzierung erlangen: |                                                     | | |                                          |
| |                                                     | | |                                          |
| 1994 | White Palace Clay Walker                            | — | Country67 (3 Wo.)Country |                                          |
| 1998 | Holding Her and Loving You (Live)                   | — | Country68 (9 Wo.)Country |                                          |
| 2000 | Blue Christmas Believe: A Christmas Collection      | — | Country51 (6 Wo.)Country |                                          |
| 2001 | Cowboy Christmas Believe: A Christmas Collection    | — | Country70 (1 Wo.)Country |                                          |
| 2003 | Feliz Navidad Christmas                             | — | Country49 (2 Wo.)Country |                                          |

Weitere Singles
- 2015: Right Now
- 2018: Working on Me
- 2019: Change

### Videoalben
- 1998: Video Hits

## Auszeichnungen für Musikverkäufe
| Goldene Schallplatte - Kanada - 1994: für das Album If I Could Make a Living - 1996: für das Album Hypnotize the Moon | Platin-Schallplatte - Kanada - 1994: für das Album Clay Walker |

Anmerkung: Auszeichnungen in Ländern aus den Charttabellen bzw. Chartboxen sind in ebendiesen zu finden.
| Land/RegionAuszeichnungen für Musikverkäufe (Land/Region, Auszeichnungen, Verkäufe, Quellen) | Gold     | Platin     | Verkäufe  | Quellen         |
| -------------------------------------------------------------------------------------------- | -------- | ---------- | --------- | --------------- |
| Kanada (MC)                                                                                  | 2× Gold2 | Platin1    | 200.000   | musiccanada.com |
| Vereinigte Staaten (RIAA)                                                                    | 3× Gold3 | 6× Platin6 | 7.500.000 | riaa.com        |
| Insgesamt                                                                                    | 5× Gold5 | 7× Platin7 |           |                 |

## Filmografie
- 2013: Einsam bin ich, nicht allein (Alone Yet Not Alone)